# Hermodice
Hermodice es un género de anélidos perteneciente a la familia Amphinomidae.
El género tiene una distribución casi cosmopolita.
Especies pertenecientes a Hermodice:
- Hermodice carunculata (Pallas, 1766)
- Hermodice picta Kinberg, 1857
- Hermodice sanguinea (Schmarda, 1861)
- Hermodice savignyi (Brulle, 1832)
- Hermodice smaragdina (Schmarda, 1861)